# 窪田理容美容専門学校
窪田理容美容専門学校(くぼたりようびようせんもんがっこう)は、東京都中野区に所在する理容師・美容師・エステティシャンを養成する専門学校。設置者は学校法人窪田学園。

## 沿革
- 1950年（昭和25年）　東京公衆衛生技術学校を各種学校として認可、理容師養成施設・美容師養成施設として厚生大臣の指定を受けて創設開校
- 1952年（昭和27年）　財団法人公衆衛生整美会を設立
- 1954年（昭和29年）　理容部・美容部に通信課程を置く
- 1970年（昭和45年）　本館9階建校舎を竣工
- 1972年（昭和47年）　財団法人公衆衛生整美会を学校法人窪田学園に移行
- 1976年（昭和51年）　学校教育法改正に伴い、校名を窪田理容美容専門学校と改め、専修学校としての認可を受ける。
- 1991年（平成 3年）　現在の新館、8階建校舎を竣工
- 2004年（平成16年）　現在の本館、8階建校舎を竣工
- 2004年（平成16年）　テクニカルスタイリスト科アーティストコース新設
- 2009年（平成21年）　女子寮　ＨＩＳＴＯＲＩＡ・Ｋ（イストリア）竣工
- 2010年（平成22年）　美容学科トライチェンジコース新設
- 2010年（平成22年）　窪田特別奨学基金設立
- 2010年（平成22年）　創立60周年記念式典を中野サンプラザで挙行
- 2011年（平成23年）　女子寮　ＣＡＩＴＡ・Ｋ（カシータ）竣工
- 2013年（平成25年）　警視庁 野方警察署と防災ボランティアチームを結成
- 2014年（平成26年）　理容学科認定エステティシャン取得コース新設
- 2014年（平成26年）　職業実践専門課程（理容学科・美容学科・美容学科トライチェンジコース）として認定される

## 学科
- 衛生専門課程　理容学科　本科コース
- 衛生専門課程　理容学科　認定エステティシャン取得コース
- 衛生専門課程　美容学科
- 衛生専門課程　美容学科　トライチェンジコース（夜間）
- テクニカルスタイリスト科　ビューティーコース
- テクニカルスタイリスト科　アーティストコース
- 通信課程　理容学科
- 通信課程　美容学科

## 出身者
登坂広臣

## 所在地
- 〒164-8585 東京都中野区中野4－11－1